# Циклонейралии
Циклонейра́лии (лат. Cycloneuralia) — клада первичноротых животных, включающая в себя 6 типов: брюхоресничные (Gastrotricha), круглые черви (Nematoda), волосатики (Nematomorpha), приапулиды (Priapulida), лорициферы (Loricifera) и киноринхи (Kinorhyncha). Некоторые источники исключают из числа циклонейралий брюхоресничных.

## Этимология
Своё название эта группа получила в честь строения нервной системы её представителей — «мозг» циклонейралий представляет собой нервное кольцо вокруг передней части кишечника.

## Анатомия и физиология

### Размеры
Размеры циклонейралий, как правило, находятся в диапазоне от нескольких десятков микрометров (гастрострихи) до нескольких сантиметров (нематоды). Однако отдельные виды нематод могут достигать значительно большей длины. Рекордсменом на сегодняшний день считается вид Placentonema gigantissima, паразитирующий на кашалотах. Максимальная зарегистрированная длина представителя этого вида составила 8,4 метра. Многие виды обладают эутелией (имеют постоянное количество клеток, специфическое для конкретного вида).

### Покровы
Циклонейралии обладают кутикулой, которую они секретируют своим покровным эпителием. У всех типов циклонейралий кутикула может сбрасываться, за исключением гастрострих. У некоторых таксонов кутикула содержит хитин.

### Двигательный аппарат
У большинства типов циклонейралий нет двигательных ресничек, представители этих типов передвигаются с помощью мышц. Исключение составляют гастрострихи, на поверхности тела которых есть двигательные реснички.

### Нервная система
Нервная система циклонейралий представляет собой цепь колец, окружающих переднюю часть кишечника. Разделяют три последовательные области, разнящиеся по своему составу. Им даны условные названия: передний, средний и задний мозг, соответственно. Передний и задний мозг представляют собой ганглионарные образования. Они в основном состоят из перикарионов (клеточных тел). Между ними находится средний мозг, состоящий, главным образом, из нервных волокон (т. н. нейропиль). У брюхоресничных нервная система представлена дорсальной комиссурой и имеет уникальное для двусторонне-симметричных животных строение. Стоит отметить, что молекулярно-биологические данные не подтверждают родство брюхоресничных и циклонейралий.

### Глотательный аппарат
Глотательный аппарат циклонейралий претерпел изменения относительно других первичноротых. Рот циклонейралий расположен на переднем конце тела, в терминальном (а не в брюшном, как у большинства первичноротых) положении. Глотка у представителей этой клады имеет радиальную симметрию (а не билатеральную, как у базальных первичноротых). Форма глотки цилиндрическая. Характерной для циклонейралий чертой строения глотки является наличие зубцов. Заглатывание пищи осуществляется путём одновременного сокращения 3 пучков эпителиально-мышечных клеток. Гистологически эти клетки являются мезодермальными миоцитами. По механизму действия глотка представляет собой насос, перекачивающий пищу от ротового отверстия в кишечник. С эволюционной точки зрения предполагается, что такое строение глотки возникло независимо у нескольких типов, входящих в кладу циклонейралий.

### Гемоцель
Как правило, у представителей циклонейралий отсутствует целом, и пространство между органами у них заполнено соединительной тканью. Имеющиеся в этой ткани полости (гемоцель) у некоторых крупных представителей этой клады заполнены гемолимфой. Сердце у циклонейралий отсутствует, движение гемолимфы внутри организма достигается за счёт движений тела животного. Гемолимфа служит гидростатическим скелетом тела циклонейралий и составляет его внутреннюю среду.

### Мускулатура
Мускулатура циклонейралий состоит из кольцевых (поперечных) и продольных мыщц, которые служат антагонистами друг другу, опираясь на гидростатический скелет (образованный, как было сказано выше, гемоцелем). Различают циклонейралий с тонкой и гибкой кутикулой и циклонейралий с толстой и, в связи с этим, жёсткой кутикулой. У первых кольцевые мышцы функциональны, а у вторых — редуцированы (а антагонистом продольным мыщцам служит сама жёсткая кутикула).

### Прочие характеристики
У циклонейралий нет выраженной головы, но передний конец тела несёт ротовое отверстие и органы чувств (хеморецепторы и фоторецепторы). Многие представители этой клады обладают способностью прикрепляться к субстрату с помощью особого секрета, выделяемого соответствующими железами через кутикулярные трубки. Органы выделения — протонефридии. Кишечный канал — прямая трубка.

## Образ жизни
Циклонейралии обитают в морских, пресноводных и наземных экосистемах. Большинство видов являются свободно живущими организмами. Вместе с тем, немало видов (в особенности круглых червей) являются паразитами различных животных и растений. Несколько видов паразитируют на человеке (в том числе представители семейства аскарид).

## Палеонтология
Циклонейралии образуют хорошие ископаемые остатки (хорошо фоссилизируются) благодаря своей прочной кутикуле. В ископаемых остатках сохраняются также детали строения кутикулы, такие как орнаменты и кольцевидные структуры. Кроме того, идентификации ископаемых как циклонейралий помогает наличие глотки, несущей зубцы. Ископаемые остатки циклонейралий появляются с кембрия, и именно в кембрии они наиболее многочисленны: возраст большинства ископаемых датируется между 520 и 495 миллионами лет.

## Отношения между таксонами
Как упоминалось выше, многие источники не включают брюхоресничных в состав циклонейралий, а рассматривают их как рано отделившуюся сестринскую группу. Считается, что внутри циклонейралий волосатики и нематоды наиболее близки друг к другу, а киноринхи, лорициферы и приапулиды наиболее близки друг с другом. Некоторое сходство личинок волосатиков с приапулидами дало начало альтернативной гипотезе, которая объединяла их в таксон Cephalorhynchia. Однако большое число синапоморфий заставляет сблизить нематод и волосатиков и объединить их в группу Nematoida. Приапулиды, киноринхи и лорициферы — скорее всего, монофилетические группы, которые сближает похожая организация (например, наличие интроверта с зубцами-скалидами), поэтому их зачастую объединяют в одну группу (Scalidophora или Cephalorhyncha).